# Isla Kunta Kinteh
La isla Kunta Kinteh también llamada isla Jacobo o James (hasta 2011), es una isla fluvial del río Gambia, que fue declarada Patrimonio de la Humanidad por la Unesco en 2003, por contener numerosos vestigios de la penetración europea en África, desde el siglo XV hasta la independencia de aquel país. El cauce, que es navegable por un largo trecho, constituye la primera ruta comercial hacia el interior del África occidental y, más tarde, una base para el comercio de esclavos. Los vestigios de este tráfico constituyen, no sólo un importante patrimonio histórico, sino también un símbolo para la Diáspora africana. Su nombre inglés James fue cambiado en 2011 a Kunta Kinteh para darle un nombre gambiano a la isla.

## Imágenes

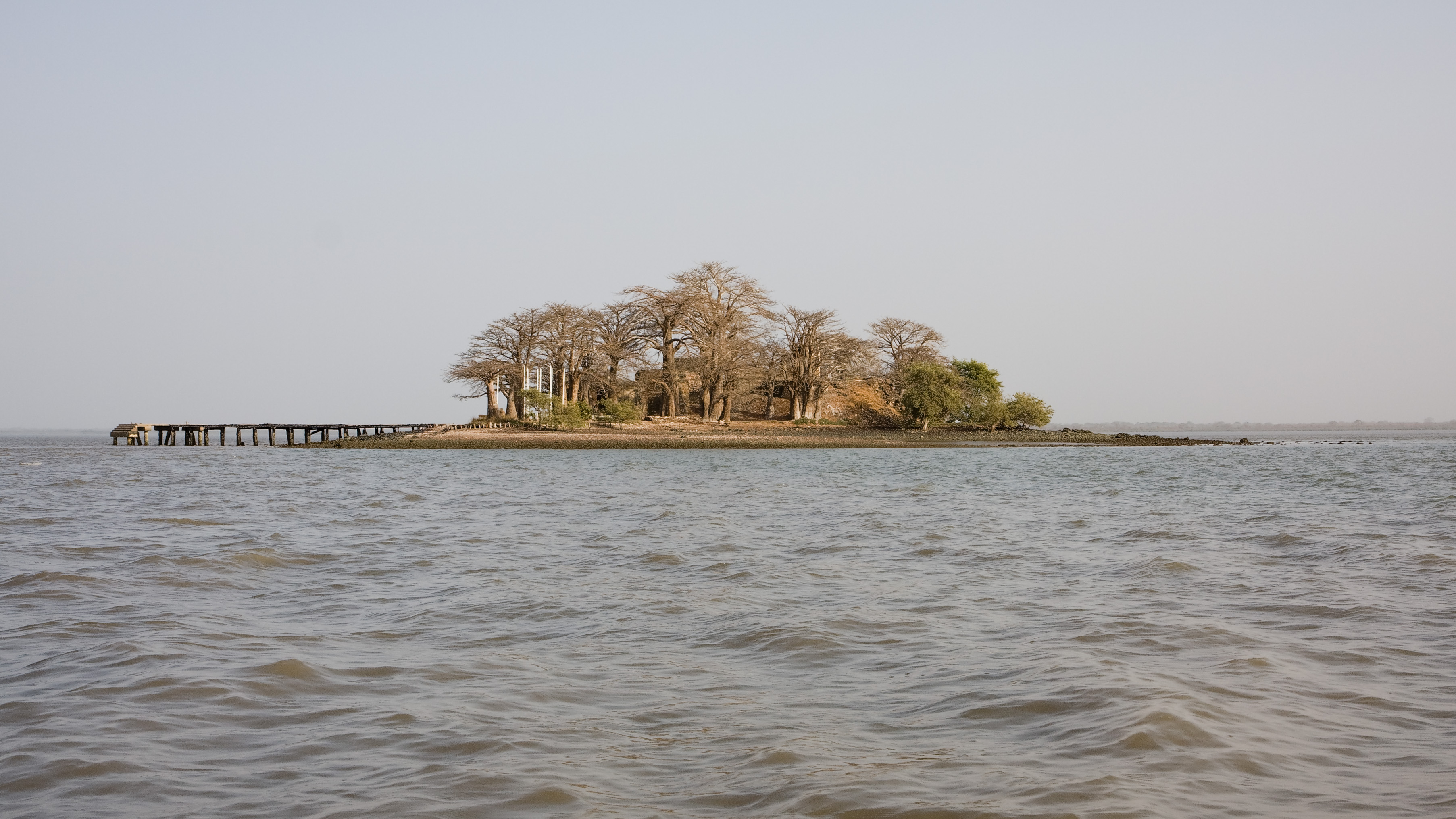
Isla Kunta Kinteh.
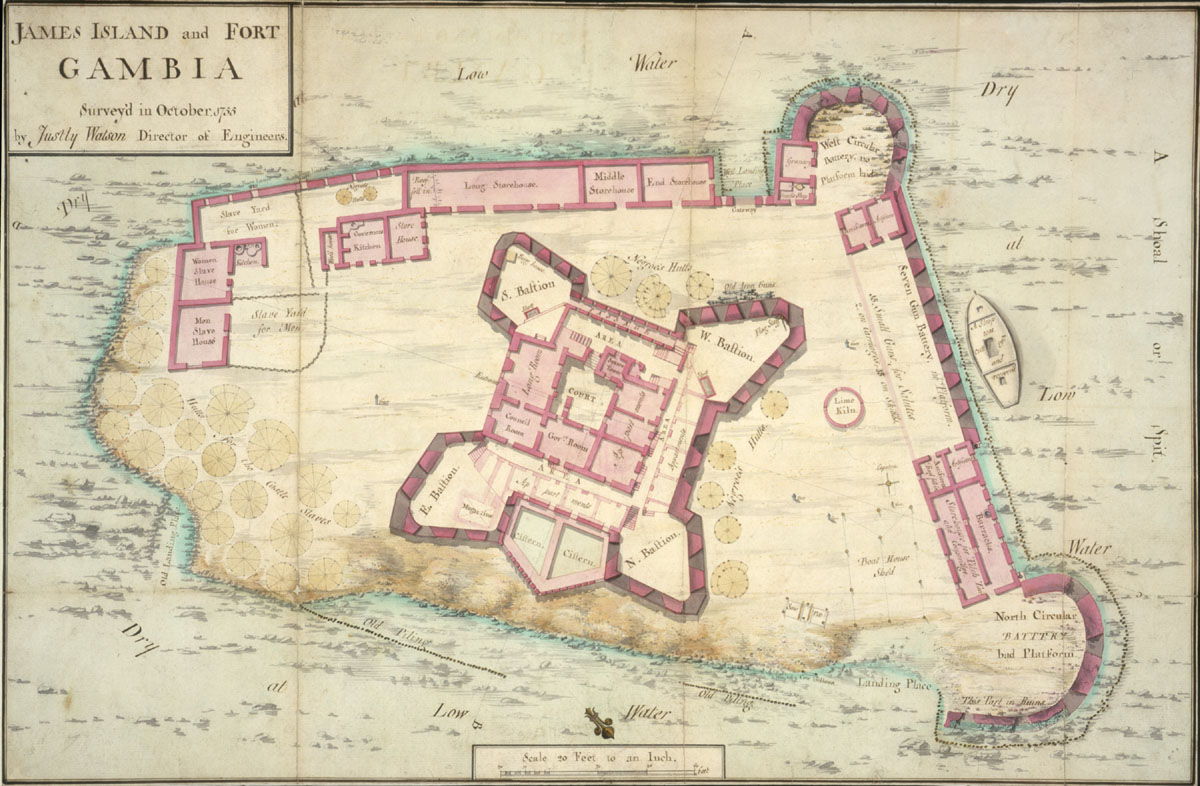
Mapa de 1755.
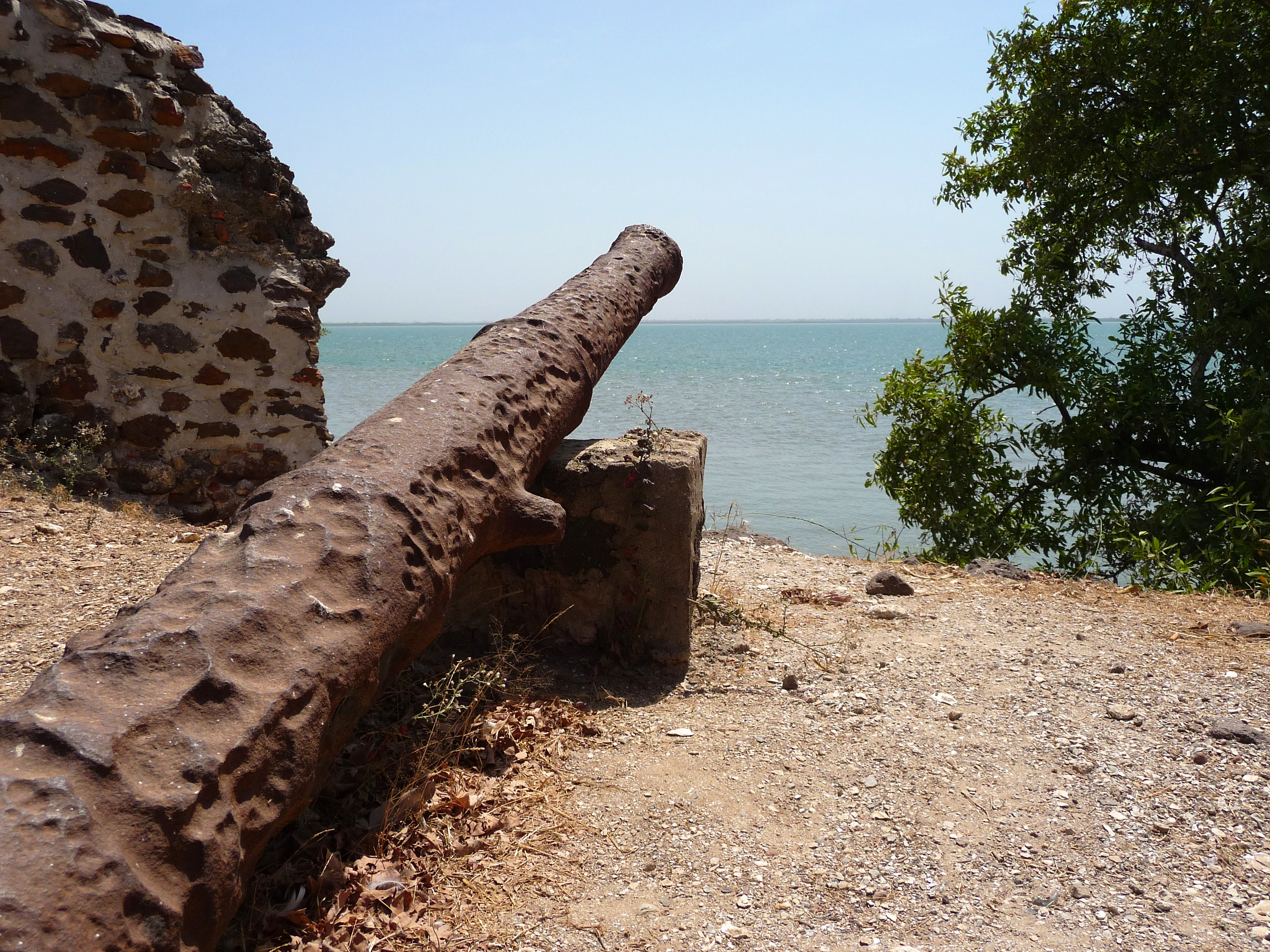
Un cañón de la fortaleza.

## Historia
La isla fue identificada durante la navegación del río Gambia durante el segundo viaje de Alvise Cadamosto al servicio del Imperio portugués en 1546, con la denominación de isla San Andrés.
En 1651 el Ducado de Curlandia y Semigalia (actual Letonia) ocupó la isla para el comercio triangular de esclavos con su colonia americana de Nueva Curlandia (isla de Tobago, Trinidad y Tobago).El ingeniero Fock construyó en Sankt Andreas el fuerte San Jacob, rectangular y con bastiones, y la colonia contó con el apoyo del rey de Barra (cerca de Essau) para el aprovisionamiento y con Países Bajos, que controlaba Arguin y Costa de los Esclavos. En 1658 la isla pasó a la Compañía Neerlandesa de las Indias Occidentales, quedando ésta en manos inglesas en 1661. La isla se renombró como Saint James por Jacobo II de Inglaterra. Fue ocupada brevemente por Francia en 1695. En 1750 fue controlada por la Compañía Africana de Mercaderes, sucesora de la Royal African Company. Además, de 1758 a 1779 formó parte de la región controlada por Francia e Inglaterra de Senegambia. La ilegalización inglesa de la esclavitud de 1807 y su fin efectivo en el territorio ocasionaron el abandono de la isla, que carece de agua dulce, en 1870.
En 2003 se reconoció como Patrimonio de la Humanidad de Isla Saint James y Sitios Anexos. En 2011 se renombró isla Kunta Kinteh, con la inauguración de una escultura del personaje literario Kunta Kinte.